# Алаколь (озеро, Курганская область)
Алаколь — бессточное пресное озеро в центральной части Альменевского района Курганской области России. Находится на обширной озёрной равнине в междуречье рек Уй и Миасс, к северо-востоку от озера Кактурналыколь.

## Общее описание
Районный центр село Альменево находится в 16 км к северо-востоку. Озеро бессточное, притоков не имеет. Острова отсутствуют. Форма озера овальная, длина около 5,5 км, ширина в центральной части до 3 км. Площадь водного зеркала равняется 13,5 км². Чётких границ водосбора не имеет. Высота озера над уровнем моря — 171 м. Максимальная глубина водоема составляет 4,5 метра. Дно илистое. Берега низкие, в значительной степени заболоченные, поросшие камышом. В 1,3 км от северного берега — деревня Алакуль.
В Алаколе водятся серебряный карась, пелядь и окунь.

## Коды озера
- Код по Государственному водному реестру — 14010501011111200015649[4].
- Код по Гидрологической изученности — 211201564[4].